# Phlebotomus longiductus
Phlebotomus longiductus är en tvåvingeart som beskrevs av Aimé Georges Parrot 1928. Phlebotomus longiductus ingår i släktet Phlebotomus och familjen fjärilsmyggor. Inga underarter finns listade i Catalogue of Life.